# チック・ドノバン
チック・ドノバン（Chick Donovan、本名：Charles Donovan Kelley、1947年3月7日 - ）は、アメリカ合衆国のプロレスラー。ジョージア州ラグレンジ出身。
ザ・ゴールデン・ボーイ（The Golden Boy）の異名を持つ金髪ヒールとして、テネシーやアラバマなど南部のローカル・テリトリーを主戦場に活動した。リック・フレアーのスタイルをコピーしていたことから、日本では「小型フレアー」などとも呼ばれた。

## 来歴
アメリカンフットボールで活動後、1977年に30歳でデビュー。TVマッチ要員のベビーフェイスとして、地元のNWAジョージア地区（ジム・バーネット主宰のジョージア・チャンピオンシップ・レスリング）において、スタン・ハンセン、マスクド・スーパースター、キングコング・モスカ、オレイ・アンダーソン、ブラックジャック・ランザ、キラー・カール・コックス、アーニー・ラッド、イワン・コロフ、アレックス・スミルノフ、オースチン・アイドル、そしてスターリング・ゴールデンと名乗っていた若手時代のハルク・ホーガンらのジョバーを1980年初頭まで務めた。
1980年7月よりロサンゼルスのNWAハリウッド・レスリングにおいて、金髪のロングヘアに金色のコスチュームをまとったヒールに転向、オリンピック・オーディトリアムではジョン・トロスやミル・マスカラスとも対戦した。以降、"ザ・ゴールデン・ボーイ" チック・ドノバンを名乗り、リック・フレアーのギミックをコピーした伊達男系ヒールとなって活動。1981年からはテネシー州メンフィスのCWAを主戦場に、悪党マネージャーのジミー・ハート率いるファースト・ファミリーの一員となり、ジェリー・ローラー、ビル・ダンディー、スティーブ・カーン、ダッチ・マンテル、ロバート・ギブソンらと抗争を展開した。
1983年3月、全日本プロレスに初来日。同月27日に後楽園ホールにて大仁田厚のNWAインターナショナル・ジュニアヘビー級王座に挑戦したほか、ジャンボ鶴田や天龍源一郎ともシングルマッチで対戦した。帰国後はアラバマのサウスイースタン・チャンピオンシップ・レスリングに参戦、7月から8月にかけて、トミー・ロジャースやリッキー・ギブソンを破ってNWA USジュニアヘビー級王座を2回獲得している。
1984年はベビーフェイスのポジションでテキサス州ダラスのWCCWに登場し、ミッシング・リンク、スーパー・デストロイヤー2号、バディ・ロバーツ、キラー・カーン、ジノ・ヘルナンデス、ジム・ガービンなどと対戦。その後はヒールに戻り、1985年2月19日にはジム・クロケット・プロモーションズのTVテーピングにおいてフレアーとのシングルマッチが行われ、3月24日には古巣のジョージアにてマグナムTAのNWA USヘビー級王座に挑戦した。
1987年はメンフィスのCWAに再登場し、4月20日にソウル・トレイン・ジョーンズを破ってCWAインターナショナル・ヘビー級王座を獲得。5月4日にはジャック・ハート（バリー・ホロウィッツ）と組んでジョーンズ&ロッキー・ジョンソンからAWA南部タッグ王座も奪取している。
以降、1980年代後半はリップ・タイラーがメキシコ湾岸のガルフ・コースト地区で旗揚げしたWOW（ワールド・オーガニゼーション・レスリング）などに出場していた。セミリタイア後の1990年代前半はWCWのTVテーピングにジョバーとして時折出場、1992年11月2日にはアメリカ遠征中だった佐々木健介とも対戦した。
2000年代後半に入り、地元のジョージアやアラバマなどサウスイースト地区のインディー団体へのスポット参戦を開始、2006年2月3日にはNWAレッスル・バーミングハムのイベントにおいて、エイドリアン・ストリートとのレジェンド対決が行われた。2010年代も、ジョージア州キャロルトンに本拠を置くPWA（ピーチステート・レスリング・アライアンス）などに出場している。

## 得意技
- フィギュア・フォー・レッグロック
- ネックブリーカー

## 獲得タイトル
サウスイースタン・チャンピオンシップ・レスリング
- NWA USジュニアヘビー級王座：2回[10]

コンチネンタル・レスリング・アソシエーション
- CWAインターナショナル・ヘビー級王座：1回[14]
- AWA南部ヘビー級王座：1回[19]
- AWA南部タッグ王座：1回（w / ジャック・ハート）[15]